# Mehdi Mostefa
Mehdi Mostefa Sbaa (arab. مهدي مصطفى سبع, Mahdī Muṣṭafá Sabʿ; ur. 30 sierpnia 1983 w Dijon) – piłkarz algierski grający na pozycji defensywnego pomocnika.

## Kariera klubowa
Mostefa urodził się w mieście Dijon w rodzinie algierskich emigrantów. Swoją karierę piłkarską rozpoczynał w klubach Fontaine-les-Dijon FC i Dijon FCO. W 1998 roku podjął treningi w AS Monaco. W latach 2001–2003 grał w rezerwach tego klubu. Z kolei w sezonie 2003/2004 był zawodnikiem rezerw Hannoveru 96. W sezonie 2004/2005 występował w trzecioligowym ASOA Valence, a w sezonie 2005/2006 – w czwartoligowym ÉDS Montluçon. W sezonie 2006/2007 był zawodnikiem FC Sète, a latem 2007 przeszedł do Nîmes Olympique. W sezonie 2007/2008 awansował z nim z Championnat National do Ligue 2. W Nîmes Olympique grał do końca sezonu 2010/2011.
Latem 2011 roku Mostefa przeszedł do pierwszoligowego AC Ajaccio. Zadebiutował w nim 6 sierpnia 2011 w przegranym 0:2 domowym meczu z Toulouse FC. Od czasu debiutu był podstawowym zawodnikiem zespołu z Korsyki.
23 lipca 2014 roku podpisał kontrakt z FC Lorient. W 2015 przeszedł do SC Bastia. W sezonie 2017/2018 grał w Pafos FC. Następnie przeszedł do AS Béziers.
| Sezon   | Klub            | Kraj    | Rozgrywki                 | Mecze | Bramki |
| ------- | --------------- | ------- | ------------------------- | ----- | ------ |
| 2001/02 | AS Monaco B     | Francja | CFA                       | 27    | 3      |
| 2002/03 | AS Monaco B     | Francja | CFA                       | 28    | 1      |
| 2003/04 | Hannover 96 II  | Niemcy  | Oberliga                  | ?     | ?      |
| 2004/05 | ASOA Valence    | Francja | National                  | 37    | 1      |
| 2005/06 | ÉDS Montluçon   | Francja | CFA                       | 24    | 3      |
| 2006/07 | FC Sète         | Francja | National                  | 31    | 4      |
| 2007/08 | Nîmes Olympique | Francja | National                  | 36    | 1      |
| 2008/09 | Nîmes Olympique | Francja | Ligue 2                   | 34    | 3      |
| 2009/10 | Nîmes Olympique | Francja | Ligue 2                   | 37    | 2      |
| 2010/11 | Nîmes Olympique | Francja | Ligue 2                   | 33    | 1      |
| 2011/12 | AC Ajaccio      | Francja | Ligue 1                   | 34    | 3      |
| 2012/13 | AC Ajaccio      | Francja | Ligue 1                   | 33    | 2      |
| 2013/14 | AC Ajaccio      | Francja | Ligue 1                   | 34    | 2      |
| 2014/15 | FC Lorient      | Francja | Ligue 1                   | 23    | 1      |
| 2015/16 | FC Lorient      | Francja | Ligue 1                   | 1     | 0      |
| 2015/16 | SC Bastia       | Francja | Ligue 1                   | 25    | 0      |
| 2016/17 | SC Bastia       | Francja | Ligue 1                   | 31    | 0      |
| 2017/18 | Pafos FC        | Cypr    | Protathlima A’ Kategorias | 26    | 0      |
| 2018/19 | AS Béziers      | Francja | Ligue 2                   | 31    | 1      |
| 2019/20 | AS Béziers      | Francja | Championnat National      | 14    | 0      |

## Kariera reprezentacyjna
W reprezentacji Algierii Mostefa zadebiutował 17 listopada 2011 w zremisowanym 0:0 towarzyskim mezu z Luksemburgiem. W 2013 roku został powołany do kadry na Puchar Narodów Afryki 2013.